# Kupferkette

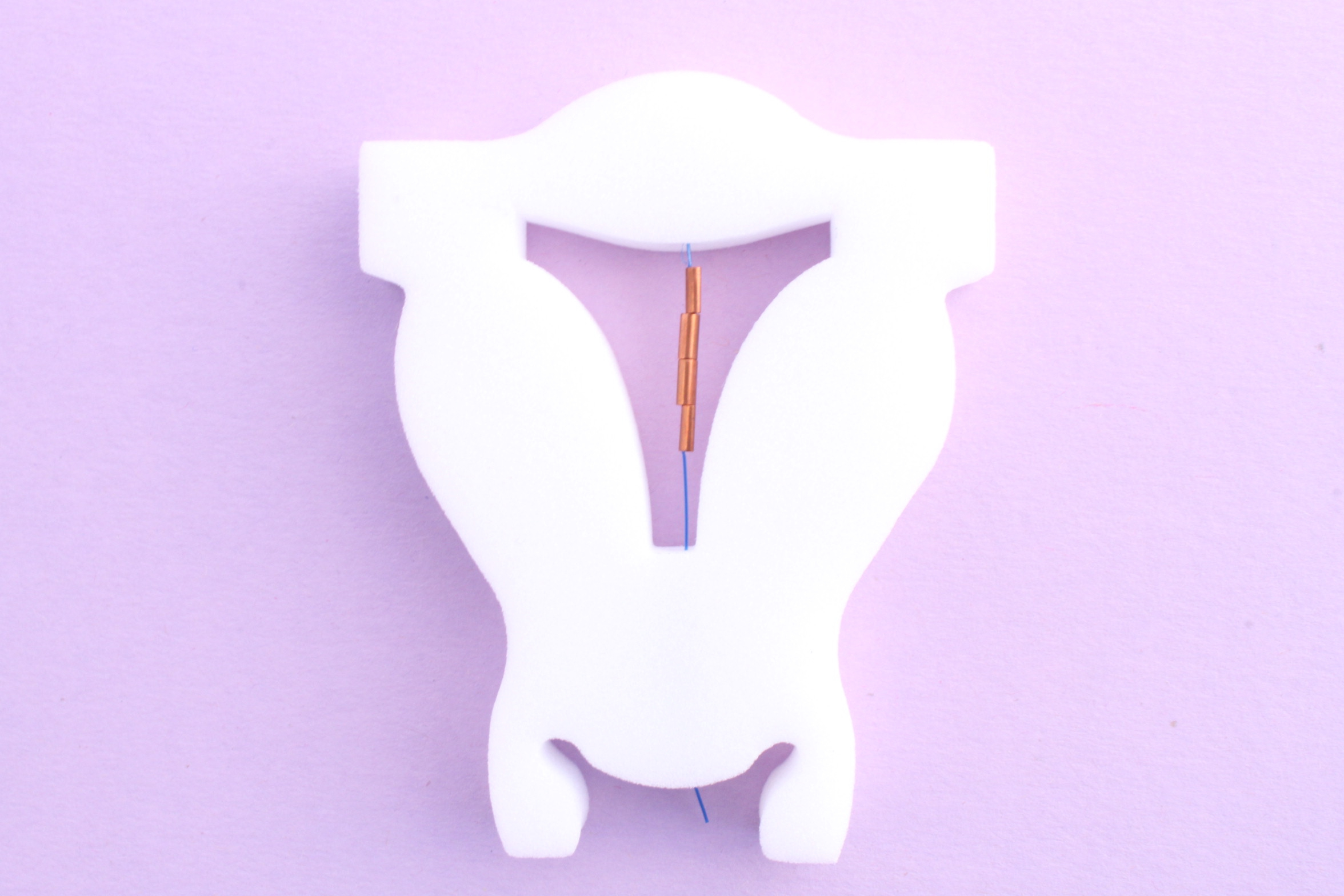
Die Kupferkette ist ein Intrauterinpessar (IUP), welches zu den hormonfreien Langzeitverhütungsmethoden zählt.

Die Kupferkette ist ein Intrauterinpessar (IUP), das in die Gebärmutter eingesetzt wird und der Schwangerschaftsverhütung bei der Frau dient. Anwendung, Wirkprinzip, Wirksamkeit und Risiken entsprechen denen anderer üblicher IUPs. Fehlschläge beim Einsetzen und Ausstoßungen im ersten Jahr waren beim ersten Modell namens Flexigard, das 1988 auf den Markt kam, signifikant höher. Bei dem momentan erhältlichen Modell der Kupferkette namens GyneFix konnten jedoch keine erhöhten Ausstoßungsraten festgestellt werden.

## Aufbau
Die Kupferkette unterscheidet sich von anderen IUPs durch ihre Konstruktion und Platzierung in der Gebärmutter. Die Kupferkette kommt ohne ein Kunststoffgrundgerüst aus, man spricht daher auch von einem rahmenlosen IUP. Hierbei sind Kupferringe an einem Faden aufgereiht, welcher im Gewebe der Gebärmutter verankert wird. Die Anzahl der Kupferringe ist variabel, so dass eine Einsetzung sowohl bei Frauen möglich ist, die bereits ein Kind geboren haben, als auch bei jungen Mädchen, deren Uterus zu klein für das Einsetzen einer herkömmlichen Spirale ist. Mit der variablen Länge wird sichergestellt, dass unabhängig von der Größe des Uterus die gesamte Länge mit den Kupferionen versorgt wird.

## Anwendung und Vorteile
Die Kupferkette wird von einem Gynäkologen eingesetzt. Dabei wird der Faden der Kette im Muskel der Gebärmutter verankert und soll nach Herstellerangaben für fünf Jahre Schutz vor Empfängnis bieten. Die Kupferkette soll Vorteile herkömmlicher IUP bieten (keine Störung des Zyklus, keine Veränderung des weiblichen Hormonhaushalts sowie hohe Zuverlässigkeit, da nach dem Einsetzen keine weiteren Aktionen von Seiten der Patientin notwendig sind – im Gegensatz zum Beispiel zur Pille) und darüber hinaus wegen der variablen Größe und Beweglichkeit auch für Frauen geeignet sein, für die keine herkömmliche Spirale passt. Vor allem für junge kinderlose Frauen mit einer kleinen Gebärmutter eignet sich die Kette sehr gut. Auch als Sofortverhütung bis zu 5 Tage nach ungeschütztem Geschlechtsverkehr wirkt die Kupferkette. Der angegebene Pearl-Index von 0,1 – 0,5 ist etwas niedriger als bei der Kupferspirale oder der Pille.

## Nachteile
Die Verhütung mit der Kupferkette kann nicht eigenständig begonnen und beendet werden, sondern nur mit Hilfe einer Gynäkologin oder eines Gynäkologen. Beim Einsetzen besteht, wie bei anderen Spiralen auch, die Gefahr der Durchstoßung der Gebärmutter. Beim Flexigard-Modell schlug dazu die Einlage häufiger fehl als für vergleichbare IUP (43/2072 versus 0/2036) mit Rahmen, als Grund wurde hierfür die mangelnde Kenntnis über die spezielle Einlagetechnik angegeben. Damit die Kupferkette überhaupt im Gebärmuttermuskel verankert werden kann, muss dieser eine Mindestdicke von 10 mm haben. Nach langjähriger hormoneller Verhütung ist es möglich, dass eine Rückbildung des Muskels abgewartet werden muss. Die Einlage kann aufgrund der Punktion der Muskulatur schmerzhafter sein als bei einer herkömmlichen Kupferspirale, dafür wird die Kupferkette seltener aufgrund von Schmerzen wieder entfernt als andere Spiralenmodelle. Darüber hinaus müssen die vergleichsweise unterschiedlichen Höhen der Kosten (zwischen 180 € und 420 €) selbst getragen werden; allerdings fallen diese Kosten nur alle fünf Jahre an. Außerdem kann die Kupferkette bei einer Kupferunverträglichkeit, Allergie oder dem sehr seltenen Morbus Wilson (Kupferspeicherkrankheit) nicht genutzt werden. Ob eine Allergie gegen Kupfer besteht, kann vorher beim Dermatologen oder Allergologen abgeklärt werden.

## Vertrieb
Die Kupferkette wird vom belgischen Hersteller Contrel unter dem Handelsnamen GyneFix vertrieben.